# Martin Rajniak
Martin Rajniak (* 24. April 1978 in Bratislava) ist ein ehemaliger luxemburgischer Basketballspieler.

## Werdegang
Rajniak spielte beim BBC Résidence Walferdange und bei Racing Luxemburg. Mit beiden Vereinen sammelte er internationale Erfahrung im Europapokalwettbewerb Korać-Cup. Im Spieljahr 1999/2000 wurde er mit Racing luxemburgischer Meister.
2000 ging er für vier Jahre in die Vereinigten Staaten. Am Cuesta College in Kalifornien erzielte Rajniak in den Spieljahren 2000/01 und 2001/02 jeweils 18,8 Punkte je Begegnung. Hernach spielte er im selben Bundesstaat zwei Jahre für die Mannschaft der California State University, Bakersfield.
Für den spanischen Zweitligisten CB Clavijo kam Rajniak in der Saison 2004/05 in 28 Einsätzen auf einen Punkteschnitt von 7,4 je Begegnung. 2005/06 war er Spieler der Musel Pikes aus Stadtbredimus und kam in dieser Saison in der luxemburgischen Liga auf 20,9 Punkte je Begegnung.
Im September 2006 wurde er von den Harstad Vikings aus Norwegen verpflichtet. Der französische Drittligist Angers Basket Club 49 wurde 2007/08 Rajniaks letzter Verein im Ausland. Hernach spielte er wieder in Luxemburg. 2010 gewann er mit T71 Dudelange den Meistertitel.
Rajniak war Nationalspieler Luxemburgs und zeitweise Mannschaftskapitän der Auswahl.

### Persönliches
Rajniak war bis zum Alter von 18 Jahren slowakischer Staatsbürger, ehe er Luxemburger wurde.
Auch sein jüngerer Bruder Peter Rajniak war Berufsbasketballspieler. Auf Vereinsebene und in der Nationalmannschaft spielten beide zeitweilig gemeinsam. Vater Peter Rajniak († 2000), genannt Pedro, war tschechoslowakischer Basketballnationalspieler.
Beruflich wurde er im Handel mit Kleidung und Schuhen tätig.